# Gubaliana
Gubaliana és una Seu titular de l'Església Catòlica Romana, amb la categoria de diòcesi, establerta el 1933 a la província Bizacena, l'actual Tunísia. El nom apareix en manuscrits antics i indica un indret pròxim a una antiga gran ciutat.

## Bisbes titulars
- Àngel Morta i Figuls † (nomenat el 19 de gener de 1965 i fins a la seva mort, el 20 de juny de 1972)[3][4]
- Alberto Jover Piamonte † (nomenat el 28 de desembre de 1974, i fins al seu nomenament com a arquebisbe de Jaro, el 2 d'abril de 1986)[5]
- Orlando Romero Cabrera (Nomenat el 26 de maig de 1986, i fins al seu nomenament com a bisbe de Canelones el 25 d'octubre de 1994)[6]
- Otto Georgens (Nomenat el 27 de gener de 1995)[7]